# باتخویاگین خولان
باتخویاگین خولان (به مغولی: Батхуягийн Хулан،  زادهٔ ۲۰ نوامبر ۱۹۹۹) یک کشتی‌گیر آزادکار اهل کشور مغولستان است. وی سابقه حضور در المپیک ۲۰۲۴ پاریس را دارد.  
از افتخارات وی می‌توان به کسب مدال نقره قهرمانی کشتی جهان ۲۰۲۲ اشاره کرد.